# Piero Vegnuti
Piero Vegnuti (Gavorrano, 1º aprile 1942) è un ex bobbista italiano.

## Biografia
Nato nel 1942, a 33 anni ha partecipato ai Giochi olimpici di Innsbruck 1976, nel bob a quattro insieme a Giorgio Alverà come pilota, Adriano Bee e Francesco Butteri, terminando 12º con il tempo totale di 3'45"87, appena dietro all'altro equipaggio italiano di De Zordo, Fiori, Porzia e Benoni. Nell'occasione è stato l'atleta più anziano della spedizione azzurra alle Olimpiadi austriache.Per anni è stato istruttore con il grado di maresciallo alla scuola alpina della guardia di Finanza di Predazzo.